# Русабров, Евгений Теодорович
Евгений Теодорович Русабров (17 октября 1955, Харьков — 17 января 2013, Бат-Ям) — театровед, театральный критик, педагог.

## Биография
Публиковал статьи в периодике с 1977 года.
В 1982 году окончил Харьковский институт искусств (театроведческий факультет).
В 1983—1985 заведующий литературной частью Нижнетагильского городского театра кукол.
С 1986 преподавал в Харьковском институте (университете) искусств на кафедре театра кукол, кафедре театроведения, в 2004—2012 — заведующий кафедрой мастерства актёра и режиссуры театра анимации (переименованной согласно его концепции театра анимации).
С 1992 член Союза театральных деятелей Украины был членом Правления, председателем секции критики Харьковского межобластного отделения.
Инициатор и соучредитель международного фестиваля театров кукол и других форм сценической анимации «Anima» (Харьков, 2004—2008), соучредитель фестивалей «Театрон», «Курбалессия».
Был председателем и членом жюри многих региональных, республиканских и международных театральных фестивалей, в частности «Кукольная радуга» (Запорожье), «Рождественские мистерии» (Луцк), «Добрый театр» (Энергодар), «Сичеславна» (Днепропетровск).

## Награды
Творческая премия Харьковского горисполкома в области театральной критики и театроведения им. Г. Квитки-Основьяненко (2004).
Скончался 17 января 2013 года.

## Чествование памяти
В Харьковском университете искусств проводятся Всеукраинские научно-практические конференции памяти театроведа Е. Т. Русаброва (с 2014 года).
В рамках международного фестиваля негосударственных театров «Курбалессия» начата премия им. Е. Русаброва для победителя конкурса устных рецензий (с 2014 года).

## Печатные труды Е. Русаброва
- Русабров Е. Т. Театр кукол как модель диалектики синтеза и суверенности искусств // Синтез искусств: театр, музыка, кино: материалы межвуз. науч. конф. — Тюмень, 1992. — Т. 2. — С. 88-96.
- Русабров Е. Т. Мифология оживающей статуи в творчестве А. С. Пушкина//Вестник Харьковского университета. № 449. Пушкин в конце XX века. Харьков, 1999. С. 12-16.
- Rusabrov E. Puppetry as model in theater conceptions and «revolution» // Approaching New Millennium : Lessons from Pas-Prospects for the Future : Происшествия 7-й Конференции Международной социальной науки по подготовке к Европейским Ideas (ISSEI), 14-18 August 2000, University of Bergen, Norway. — Bergen, 2000. — P.118-131.
- Русабров Е. Т. Типология театра кукол // Проблемы общей профессиональной педагогики. Сборник научных трудов. Харьков, 2000. С. 61-70.
- Русабров Е. Т. Театр кукол как типологическая модель режиссёрского театра // Киевское музыковедение: сб. ст. — К., 2001. — Вып. 6. — С. 313—323.
- Образ марионетки в модели мира Генриха фон Клейста // Проблемы взаимодействия искусства, педагогика и теории I практики образования. Сборник научных трудов. Вып. 6. — Харьков, 2001. С. 96-103.
- Русабров Е. Т. Театр кукол-автоматов как культурологическая модель // Проблемы взаимодействия искусства, педагогики и теории и практики образования. Сборник научных трудов. Выпуск 7. Киев : Научный мир, 2001. С. 96-103.
- Русабров Е. Т. Театр кукол как типологическая модель режиссёрского театра // Киевское музыковедение. Сборник статей. Выпуск 6. Киев, 2001. С. 313—323.
- Русабров Е. Т. Театр анимации как принцип формообразования в романе Густава Мейринка «Голем» / Э. Т Русабров // Проблемы взаимодействия искусства, педагогики и теории и практики образования: сб. науч. пр./харьк. гос. ун-т искусств им. И. П. Котляревского. — Харьков, 2004. — Вып. Тринадцатый — С. 215—226.
- Русабров Е. Т. К определению театра анимации // Критика. Драматургия. Театр: из докл., представл. на V—IX Международных чтениях молодых учёных памяти Л. Я. Лившица. — Харьков, 2005. — С. 52-59.
- Русабров Е. Т. Компоненты и художественные средства театра анимации // Проблемы взаимодействия искусства, педагогики и теории и практики образования: сб. науч. пр./харьк. гос. ун-т искусств им. И. П. Котляревского. — Х., 2005. — Вып. Пятнадцатый — С. 219—225.
- Русабров Е. Т. Лесь Курбас и Лев Выготский: пересекающиеся параллели // Лесь Курбас — Человек театра: материалы междунар. науч. конф., 26-27 мар. 2007 г. / М-во культуры и туризма Украины, Харьк. гос. Академия культуры, Акад. искусств [и др.]. — Харьков, 2007. — С. 62-67.
- Русабров Е. Т. Театр анимации и роман Густава Мейринка «Голем» // Сборник материалов лаборатории «Лялька». — М., 2008. — № 7. — С. 83 — 89.
- Русабров Е. Т. От театра кукол к театру анимации // Сборник материалов Международной конференции «Проблемы творчества и художественного восприятия в современном театре кукол». — М., 2008. — С. 42-49.
- Русабров Е. Т. «Безличное — вочеловечить»: кафедра мастерства актёра и режиссуры театра анимации // Pro Domo Mea: К 90-летию со дня основания Харьк. гос. ун-та искусств им. И. П. Котляревского: очерки. — Харьков, 2007. — С. 284—289.
- Русабров Е. Т. Время наших надежд // Звездное время Университета искусств: очерки к 95-летию образования ХНУМ им. И. П. Котляревского / ред.-сост. Г. И. Ганзбург. — Харьков, 2012. — С. 277—303.

## Семья
- Мать — Ирма Львовна Золотовицкая (Фрумина), музыковед, журналист, педагог, декан, профессор Харьковского института искусств. Обитает в Израиле с 1990 года. Профессор Тель-Авивской музыкальной академии при университете.
- Отец — Теодор Моисеевич Русабров  (1930—?), скрипач, певец, солист-вокалист Харьковского театра музыкальной комедии, впоследствии Волгоградского музыкального театра, жил в Балтиморе.
- Отчим — Вячеслав Яковлевич Золотовицкий (род. 1931), врач-невропатолог,Появился в жизни Евгения Русаброва, когда ему было 5 лет.
- Дед — Лев Лазаревич Фрумин (1901—1958), доктор медицинских наук, профессор, главный врач больницы.
- Бабушка — Эвелина Давыдовна Бромберг (1904—1977), доктор медицинских наук, профессор, заведующая кафедрой в Харьковском институте усовершенствования врачей.
- Сестра — Ольга Вячеславовна Золотовицкая (род. 1963), проживает в Израиле с 1990 года, работает медсестрой в поликлинике.
- Дети — Анастасия (1986), Анатолий (1992), Елизавета (1999).